# 50250 Daveharrington
50250 Daveharrington è un asteroide della fascia principale. Scoperto nel 2000, presenta un'orbita caratterizzata da un semiasse maggiore pari a 2,6576161 UA e da un'eccentricità di 0,0403128, inclinata di 1,53054° rispetto all'eclittica.